# Rhabdastrella distincta
Rhabdastrella distincta är en svampdjursart som först beskrevs av Thiele 1900.  Rhabdastrella distincta ingår i släktet Rhabdastrella och familjen Ancorinidae. Inga underarter finns listade i Catalogue of Life.